# Thalassoma trilobatum
Thalassoma trilobatum (Lacepède, 1801) è un pesce d'acqua salata appartenente alla famiglia Labridae.

## Distribuzione e habitat
Questo pesce è diffuso nell'oceano Indo-Pacifico, dalle coste africane orientali fino all'Isola di Pasqua e di Tonga. Abita barriere coralline e fondali rocciosi, non oltre i -10 m di profondità.

## Descrizione
Il corpo è allungato, piuttosto compresso ai fianchi, con testa a punta, il muso provvisto di un becco coriaceo. Il profilo dorsale e quello ventrale sono simmetrici e tondeggianti. Il peduncolo caudale è ampio e robusto, così come la coda, a delta. La pinna dorsale è retta nella parte anteriore da grossi raggi; è lunga e speculare alla pinna anale, che parte dalla metà della lunghezza dell'intero pesce. Le pettorali sono trapezoidali, con vertice allungato.

La livrea dell'adulto presenta testa bruno dorata e fianchi rossastri, decorati da due fasce composte da tante macchie verticali verdazzurre allineate. Il ventre è verdastro. Le pinne dorsale e anale hanno radice verde, sviluppo giallo ocra e bordo azzurro. La coda è ocra raggiata d'azzurro. Le altre pinne sono azzurrognole. Gli esemplari giovanili invece hanno un fondo bruno chiaro con ventre bianco azzurro e macchie rossastre. Le pinne hanno la medesima colorazione degli adulti, ma più sbiadite.

Raggiunge una lunghezza massima di 30 cm.

## Alimentazione
T. trilobatum si nutre di invertebrati (granchi, molluschi e ofiure).

## Pesca
È commestibile, ma non riscuote molto successo commerciale.

## Acquariofilia
È pescato per la vendita in acquariofilia, ma non è particolarmente ricercato. Più diffuso negli acquari pubblici.